# Aziatisch kampioenschap voetbal vrouwen 2022
Het Aziatisch kampioenschap voetbal vrouwen 2022 was de twintigste editie van dit vierjaarlijkse voetbaltoernooi voor vrouwen, dat georganiseerd wordt door de AFC. Het toernooi werd tussen 20 januari en 6 februari 2022 gespeeld in India.
Voor het eerst speelden er twaalf in plaats van acht teams mee aan dit kampioenschap. Ook diende het als kwalificatietoernooi voor de Aziatische landen voor het wereldkampioenschap voetbal vrouwen 2023 in Australië en Nieuw-Zeeland. De vijf beste landen kwalificeerden zich rechtstreeks voor dit eindtoernooi, terwijl twee landen zich plaatsten voor de intercontinentale play-offs. Omdat Australië gastland was van het eindtoernooi, was het automatisch verzekerd van deelname.
Japan was de titelverdediger, na het winnen van de vorige editie in 2018. Het werd in de halve finale echter na strafschoppen uitgeschakeld door China, dat uiteindelijk het toernooi zou winnen door met 3-2 te winnen van Zuid-Korea in de finale.

## Gevolgen van de coronapandemie
Het kampioenschap werd tijdens de coronapandemie gehouden, wat gevolgen had voor de opzet en organisatie van het toernooi. Om besmettingen te voorkomen, werd het toernooi gehouden in een 'veilige bubbelomgeving'. Alle deelnemende teams werden vrijgesteld van institutionele quarantaine, waar internationale reizigers vanaf 11 januari 2022 bij aankomst zeven dagen in thuisquarantaine moesten. Alle leden van de deelnemende teams ondergingen bij aankomst een coronatest, waarna ze in hotels moesten blijven tot ze de testuitslagen binnen hadden. Nadat ze een negatieve testuitslag hadden binnengekregen, mochten spelers en stafleden zich alleen verplaatsen van het hotel naar de de trainings- en wedstrijdlocaties.
Verschillende teams meldden positieve coronatesten tijdens het toernooi, namelijk China, India, Japan, Zuid-Korea, Myanmar, de Filippijnen, en Vietnam. Bij het gastland India waren de meeste positieve testgevallen, er testten maar liefst twaalf spelers positief op het coronavirus. Door dit grote aantal kon India niet het vereiste minimale aantal van 13 spelers opstellen tegen Chinees Taipei, waardoor India zich volgens de reglementen van het toernooi moest terugtrekken.

## Kwalificatie

### Gekwalificeerde landen
Het gastland India en de top drie (Japan, Australië en China) van de vorige editie waren verzekerd van deelname aan het toernooi. De andere acht landen moesten zich via de kwalificatiewedstrijden zien te plaatsen, waarvan de wedstrijden in september en oktober 2021 werden gespeeld.
| Land           | Aantal deelnames (incl. 2022) | Laatste deelname | Datum kwalificatie | Beste deelname                                            | Plek op FIFA-ranglijst aan het begin van dit toernooi |
| -------------- | ----------------------------- | ---------------- | ------------------ | --------------------------------------------------------- | ----------------------------------------------------- |
| India          | 9e                            | 2003             | 5 januari 2020     | Tweede plaats (1979, 1983)                                | 55                                                    |
| Japan          | 17e                           | 2018             | 28 januari 2021    | Kampioen (2014, 2018)                                     | 13                                                    |
| Australië      | 6e                            | 2018             | 28 januari 2021    | Kampioen (2010)                                           | 11                                                    |
| China          | 15e                           | 2018             | 28 januari 2021    | Kampioen (1986, 1989, 1991, 1993, 1995, 1997, 1999, 2006) | 19                                                    |
| Chinees Taipei | 14e                           | 2008             | 24 oktober 2021    | Kampioen (1977, 1979, 1981)                               | 39                                                    |
| Vietnam        | 6e                            | 2018             | 29 september 2021  | Zesde plaats (2014)                                       | 32                                                    |
| Indonesië      | 5e                            | 1989             | 27 september 2021  | Vierde plaats (1977, 1986)                                | 94                                                    |
| Myanmar        | 5e                            | 2014             | 24 oktober 2021    | Groepsfase (2003, 2006, 2010, 2014)                       | 47                                                    |
| Zuid-Korea     | 13e                           | 2018             | 23 september 2021  | Derde plaats (2003)                                       | 18                                                    |
| Filipijnen     | 10e                           | 2018             | 24 september 2021  | Zesde plaats (2018)                                       | 64                                                    |
| Iran           | 1e                            | —                | 25 september 2021  | Debuut                                                    | 70                                                    |
| Thailand       | 17e                           | 2018             | 25 september 2021  | Kampioen (1983)                                           | 38                                                    |

## Stadions
Vanwege de coronapandemie werden alle wedstrijden zonder toeschouwers gespeeld. Oorspronkelijk zouden de wedstrijden in Ahmedabad, Bhubaneswar en Navi Mumbai worden gespeeld, maar op 6 juli 2021 kondigde de AFC aan dat alle wedstrijden in de regio Maharashtra gespeeld zouden worden, met Mumbai, Navi Mumbai en Pune als speelsteden.
| Maharashtra               | Mumbai              | Navi Mumbai        | Pune                                  |
| ------------------------- | ------------------- | ------------------ | ------------------------------------- |
| · Mumbai Navi Mumbai Pune | Mumbai Voetbalarena | DY Patil Stadium   | Shree Shiv Chhatrapati Sports Complex |
| · Mumbai Navi Mumbai Pune | Capaciteit: 18.000  | Capaciteit: 55.000 | Capaciteit: 11.900                    |
| · Mumbai Navi Mumbai Pune |                     |                    |                                       |

## Groepsfase

### Groep A
| Pos | Team           | Wed | W | G | V | Ptn | DV | DT | +/− | Kwalificatie               |
| --- | -------------- | --- | - | - | - | --- | -- | -- | --- | -------------------------- |
| 1   | China          | 2   | 2 | 0 | 0 | 6   | 11 | 0  | +11 | Door naar de knock-outfase |
| 2   | Chinees Taipei | 2   | 1 | 0 | 1 | 3   | 5  | 4  | +1  | Door naar de knock-outfase |
| 3   | Iran           | 2   | 0 | 0 | 2 | 0   | 0  | 12 | −12 | Naar stand nummers drie    |
| 4   | India (G)      | 0   | 0 | 0 | 0 | 0   | 0  | 0  | 0   | Teruggetrokken             |

1. ↑  Vanwege een groot aantal positieve coronatesten kon India niet het vereiste minimale aantal van 13 spelers opstellen tegen Chinees Taipei. Hierdoor moest India zich volgens de toernooireglementen terugtrekken uit het toernooi. De resultaten van alle gespeelde wedstrijden werden ongeldig verklaard en werden ook niet meegeteld voor het groepsklassement.[11]

|                                  |                                                           |                              |                |                                                                           |
| 20 januari 2022 15.30 (UTC+5:30) | China                                                     | 4 – 0                        | Chinees Taipei | Mumbai Voetbalarena, Mumbai Toeschouwers: 0 Scheidsrechter: Abirami Naidu |
| 20 januari 2022 15.30 (UTC+5:30) | Wang Shuang 3' (pen.), 69' Wang Shanshan 9' Zhang Xin 53' | Verslag (FIFA) Verslag (AFC) |                | Mumbai Voetbalarena, Mumbai Toeschouwers: 0 Scheidsrechter: Abirami Naidu |

|                                  |                              |                            |      |                                                                        |
| 20 januari 2022 19.30 (UTC+5:30) | India                        | Ongeldig verklaard (0 – 0) | Iran | DY Patil Stadium, Navi Mumbai Toeschouwers: 0 Scheidsrechter: Lara Lee |
| 20 januari 2022 19.30 (UTC+5:30) | Verslag (FIFA) Verslag (AFC) |                            |      | DY Patil Stadium, Navi Mumbai Toeschouwers: 0 Scheidsrechter: Lara Lee |

|                                  |      |                              |                                                                                      |                                                                             |
| 23 januari 2022 15.30 (UTC+5:30) | Iran | 0 – 7                        | China                                                                                | Mumbai Voetbalarena, Mumbai Toeschouwers: 0 Scheidsrechter: Pansa Chaisanit |
| 23 januari 2022 15.30 (UTC+5:30) |      | Verslag (FIFA) Verslag (AFC) | 28', 49' (pen.) Wang Shuang 43' Xiao Yuyi 55', 59' Wang Shanshan 77', 82' Tang Jiali | Mumbai Voetbalarena, Mumbai Toeschouwers: 0 Scheidsrechter: Pansa Chaisanit |

|                                  |                              |          |       |                                                              |
| 23 januari 2022 19.30 (UTC+5:30) | Chinees Taipei               | Afgelast | India | DY Patil Stadium, Navi Mumbai Scheidsrechter: Oh Hyeon-jeong |
| 23 januari 2022 19.30 (UTC+5:30) | Verslag (FIFA) Verslag (AFC) |          |       | DY Patil Stadium, Navi Mumbai Scheidsrechter: Oh Hyeon-jeong |

|                                  |                              |          |       |                             |
| 26 januari 2022 19.30 (UTC+5:30) | India                        | Afgelast | China | Mumbai Voetbalarena, Mumbai |
| 26 januari 2022 19.30 (UTC+5:30) | Verslag (FIFA) Verslag (AFC) |          |       | Mumbai Voetbalarena, Mumbai |

|                                  |                                                                        |                              |      |                                                                             |
| 26 januari 2022 19.30 (UTC+5:30) | Chinees Taipei                                                         | 5 – 0                        | Iran | DY Patil Stadium, Navi Mumbai Toeschouwers: 0 Scheidsrechter: Asaka Koizumi |
| 26 januari 2022 19.30 (UTC+5:30) | Lai Li-chin 4', 31', 65' (pen.) Chen Yen-ping 40' Wang Hsiang-huei 78' | Verslag (FIFA) Verslag (AFC) |      | DY Patil Stadium, Navi Mumbai Toeschouwers: 0 Scheidsrechter: Asaka Koizumi |

### Groep B
| Pos | Team       | Wed | W | G | V | Ptn | DV | DT | +/− | Kwalificatie               |
| --- | ---------- | --- | - | - | - | --- | -- | -- | --- | -------------------------- |
| 1   | Australië  | 3   | 3 | 0 | 0 | 9   | 24 | 1  | +23 | Door naar de knock-outfase |
| 2   | Filipijnen | 3   | 2 | 0 | 1 | 6   | 7  | 4  | +3  | Door naar de knock-outfase |
| 3   | Thailand   | 3   | 1 | 0 | 2 | 3   | 5  | 3  | +2  | Door naar de knock-outfase |
| 4   | Indonesië  | 3   | 0 | 0 | 3 | 0   | 0  | 28 | −28 |                            |

|                                  | |                              |           |                                                                            |
| 21 januari 2022 15.30 (UTC+5:30) | Australië | 18 – 0                       | Indonesië | Mumbai Voetbalarena, Mumbai Toeschouwers: 0 Scheidsrechter: Mahsa Ghorbani |
| 21 januari 2022 15.30 (UTC+5:30) | Kerr 9', 11', 26' (pen.), 36', 54' Foord 14' Fowler 17' Raso 24', 88' Carpenter 34', 49' Van Egmond 39' (pen.), 57', 69' Yallop 59' Simon 67', 71' Luik 78' | Verslag (FIFA) Verslag (AFC) |           | Mumbai Voetbalarena, Mumbai Toeschouwers: 0 Scheidsrechter: Mahsa Ghorbani |

|                                  |          |                              |                 |                                                                             |
| 21 januari 2022 17.30 (UTC+5:30) | Thailand | 0 – 1                        | Filipijnen      | DY Patil Stadium, Navi Mumbai Toeschouwers: 0 Scheidsrechter: Công Thị Dung |
| 21 januari 2022 17.30 (UTC+5:30) |          | Verslag (FIFA) Verslag (AFC) | 81' C. McDaniel | DY Patil Stadium, Navi Mumbai Toeschouwers: 0 Scheidsrechter: Công Thị Dung |

|                                  |            |                              |                                                      |                                                                        |
| 24 januari 2022 15.30 (UTC+5:30) | Filipijnen | 0 – 4                        | Australië                                            | Mumbai Voetbalarena, Mumbai Toeschouwers: 0 Scheidsrechter: Wang Chieh |
| 24 januari 2022 15.30 (UTC+5:30) |            | Verslag (FIFA) Verslag (AFC) | 51' Kerr 53' (e.d.) Randle 67' Van Egmond 87' Fowler | Mumbai Voetbalarena, Mumbai Toeschouwers: 0 Scheidsrechter: Wang Chieh |

|                                  |           |                              |                                      |                                                                                 |
| 24 januari 2022 17.30 (UTC+5:30) | Indonesië | 0 – 4                        | Thailand                             | DY Patil Stadium, Navi Mumbai Toeschouwers: 0 Scheidsrechter: Yoshimi Yamashita |
| 24 januari 2022 17.30 (UTC+5:30) |           | Verslag (FIFA) Verslag (AFC) | 27', 36', 71' Kanyanat 76' Irravadee | DY Patil Stadium, Navi Mumbai Toeschouwers: 0 Scheidsrechter: Yoshimi Yamashita |

|                                  |                         |                              |               |                                                                             |
| 27 januari 2022 19.30 (UTC+5:30) | Australië               | 2 – 1                        | Thailand      | Mumbai Voetbalarena, Mumbai Toeschouwers: 0 Scheidsrechter: Thein Thein Aye |
| 27 januari 2022 19.30 (UTC+5:30) | Van Egmond 39' Kerr 80' | Verslag (FIFA) Verslag (AFC) | 90+3' Nipawan | Mumbai Voetbalarena, Mumbai Toeschouwers: 0 Scheidsrechter: Thein Thein Aye |

|                                  |                                                                    |                              |           |                                                                                          |
| 27 januari 2022 19.30 (UTC+5:30) | Filipijnen                                                         | 6 – 0                        | Indonesië | Shree Shiv Chhatrapati Sports Complex, Pune Toeschouwers: 0 Scheidsrechter: Kim Yu-jeong |
| 27 januari 2022 19.30 (UTC+5:30) | Guillou 6' Bolden 27' Annis 56', 82' Miclat 74' (pen.) Cesar 90+4' | Verslag (FIFA) Verslag (AFC) |           | Shree Shiv Chhatrapati Sports Complex, Pune Toeschouwers: 0 Scheidsrechter: Kim Yu-jeong |

### Groep C
| Pos | Team       | Wed | W | G | V | Ptn | DV | DT | +/− | Kwalificatie               |
| --- | ---------- | --- | - | - | - | --- | -- | -- | --- | -------------------------- |
| 1   | Japan      | 3   | 2 | 1 | 0 | 7   | 9  | 1  | +8  | Door naar de knock-outfase |
| 2   | Zuid-Korea | 3   | 2 | 1 | 0 | 7   | 6  | 1  | +5  | Door naar de knock-outfase |
| 3   | Vietnam    | 3   | 0 | 1 | 2 | 1   | 2  | 8  | −6  | Door naar de knock-outfase |
| 4   | Myanmar    | 3   | 0 | 1 | 2 | 1   | 2  | 9  | −7  |                            |

|                                  |                                                       |                              |         |                                                                                                  |
| 21 januari 2022 13.30 (UTC+5:30) | Japan                                                 | 5 – 0                        | Myanmar | Shree Shiv Chhatrapati Sports Complex, Pune Toeschouwers: 0 Scheidsrechter: Veronika Bernatskaja |
| 21 januari 2022 13.30 (UTC+5:30) | Ueki 22' Hasegawa 47', 90+2' Naomoto 52' Narumiya 70' | Verslag (FIFA) Verslag (AFC) |         | Shree Shiv Chhatrapati Sports Complex, Pune Toeschouwers: 0 Scheidsrechter: Veronika Bernatskaja |

|                                  |                                                         |                              |         |                                                                                       |
| 21 januari 2022 19.30 (UTC+5:30) | Zuid-Korea                                              | 3 – 0                        | Vietnam | Shree Shiv Chhatrapati Sports Complex, Pune Toeschouwers: 0 Scheidsrechter: Qin Liang |
| 21 januari 2022 19.30 (UTC+5:30) | Ji So-yun 4', 81' (pen.) Trần Thị Phương Thảo 7' (e.d.) | Verslag (FIFA) Verslag (AFC) |         | Shree Shiv Chhatrapati Sports Complex, Pune Toeschouwers: 0 Scheidsrechter: Qin Liang |

|                                  |         |                              |                                |                                                                                           |
| 24 januari 2022 13.30 (UTC+5:30) | Myanmar | 0 – 2                        | Zuid-Korea                     | Shree Shiv Chhatrapati Sports Complex, Pune Toeschouwers: 0 Scheidsrechter: Casey Reibelt |
| 24 januari 2022 13.30 (UTC+5:30) |         | Verslag (FIFA) Verslag (AFC) | 50' Lee Geum-min 84' Ji So-yun | Shree Shiv Chhatrapati Sports Complex, Pune Toeschouwers: 0 Scheidsrechter: Casey Reibelt |

|                                  |         |                              |                               |                                                                                      |
| 24 januari 2022 19.30 (UTC+5:30) | Vietnam | 0 – 3                        | Japan                         | Shree Shiv Chhatrapati Sports Complex, Pune Toeschouwers: 0 Scheidsrechter: Lara Lee |
| 24 januari 2022 19.30 (UTC+5:30) |         | Verslag (FIFA) Verslag (AFC) | 38', 58' Narumiya 50' Kumagai | Shree Shiv Chhatrapati Sports Complex, Pune Toeschouwers: 0 Scheidsrechter: Lara Lee |

|                                  |         |                              |                 |                                                                                              |
| 27 januari 2022 13.30 (UTC+5:30) | Japan   | 1 – 1                        | Zuid-Korea      | Shree Shiv Chhatrapati Sports Complex, Pune Toeschouwers: 0 Scheidsrechter: Edita Mirabidova |
| 27 januari 2022 13.30 (UTC+5:30) | Ueki 1' | Verslag (FIFA) Verslag (AFC) | 85' Seo Ji-youn | Shree Shiv Chhatrapati Sports Complex, Pune Toeschouwers: 0 Scheidsrechter: Edita Mirabidova |

|                                  |                                                  |                              |                                                |                                                                                    |
| 27 januari 2022 13.30 (UTC+5:30) | Vietnam                                          | 2 – 2                        | Myanmar                                        | DY Patil Stadium, Navi Mumbai Toeschouwers: 0 Scheidsrechter: Ranjita Devi Tekcham |
| 27 januari 2022 13.30 (UTC+5:30) | Nguyễn Thị Tuyết Dung 45+2' Huỳnh Như 64' (pen.) | Verslag (FIFA) Verslag (AFC) | 28' (pen.) Win Theingi Tun 49' Khin Marlar Tun | DY Patil Stadium, Navi Mumbai Toeschouwers: 0 Scheidsrechter: Ranjita Devi Tekcham |

### Stand nummers drie
De twee beste nummers drie plaatsten zich voor de knock-outfase. Hierbij werden de resultaten tegen de nummers vier niet meegeteld.
| Pos | Grp | Team     | Wed | W | G | V | Ptn | DV | DT | +/− | Kwalificatie               |
| --- | --- | -------- | --- | - | - | - | --- | -- | -- | --- | -------------------------- |
| 1   | B   | Thailand | 3   | 1 | 0 | 2 | 3   | 5  | 3  | +2  | Door naar de knock-outfase |
| 2   | C   | Vietnam  | 3   | 0 | 1 | 2 | 1   | 2  | 8  | −6  | Door naar de knock-outfase |
| 3   | A   | Iran     | 2   | 0 | 0 | 2 | 0   | 0  | 12 | −12 |                            |

## Knock-outfase

### Wedstrijdschema
De verliezers van de kwartfinales plaatsten zich voor de play-offs, waarvan de opzet afhankelijk was van de resultaten van Australië.
|  | Kwartfinales                  | Kwartfinales                  |                               |       | Halve finales | Halve finales |  |  | Finale | Finale |
|  |                               |                               |                               |       |               |               |  |  |        |        |
|  | 30 januari – DY Patil         |                               |                               |       |               |               |  |  |        |        |
|  |                               |                               |                               |       |               |               |  |  |        |        |
|  | China                         | 3                             |                               |       |               |               |  |  |        |        |
|  | China                         | 3                             | 3 februari – Shiv Chhatrapati |       |               |               |  |  |        |        |
|  | Vietnam                       | 1                             |                               |       |               |               |  |  |        |        |
|  | Vietnam                       | 1                             | China (w.n.s.)                | 2 (4) |               |               |  |  |        |        |
|  | 30 januari – DY Patil         |                               | China (w.n.s.)                | 2 (4) |               |               |  |  |        |        |
|  |                               | Japan                         | 2 (3)                         |       |               |               |  |  |        |        |
|  | Japan                         | Japan                         | 2 (3)                         | 7     |               |               |  |  |        |        |
|  | Japan                         |                               | 6 februari – DY Patil         | 7     |               |               |  |  |        |        |
|  | Thailand                      | 0                             |                               |       |               |               |  |  |        |        |
|  | Thailand                      | 0                             | China                         | 3     |               |               |  |  |        |        |
|  | 30 januari – Shiv Chhatrapati |                               | China                         | 3     |               |               |  |  |        |        |
|  |                               | Zuid-Korea                    | 2                             |       |               |               |  |  |        |        |
|  | Australië                     | Zuid-Korea                    | 2                             | 0     |               |               |  |  |        |        |
|  | Australië                     | 3 februari – Shiv Chhatrapati |                               | 0     |               |               |  |  |        |        |
|  | Zuid-Korea                    | 1                             |                               |       |               |               |  |  |        |        |
|  | Zuid-Korea                    | 1                             | Zuid-Korea                    | 2     |               |               |  |  |        |        |
|  | 30 januari – Shiv Chhatrapati |                               | Zuid-Korea                    | 2     |               |               |  |  |        |        |
|  |                               | Filipijnen                    | 0                             |       |               |               |  |  |        |        |
|  | Chinees Taipei                | Filipijnen                    | 0                             | 1 (3) |               |               |  |  |        |        |
|  | Chinees Taipei                |                               |                               | 1 (3) |               |               |  |  |        |        |
|  | Filipijnen (w.n.s.)           | 1 (4)                         |                               |       |               |               |  |  |        |        |
|  | Filipijnen (w.n.s.)           | 1 (4)                         |                               |       |               |               |  |  |        |        |

### Kwartfinales
De winnaars van deze ronde kwalificeerden zich voor het wereldkampioenschap voetbal vrouwen 2023. De verliezers, met uitzondering van Australië, plaatsten zich voor de play-offs.
|                                  |                                                  |                              |                           |                                                                              |
| 30 januari 2022 17.30 (UTC+5:30) | China                                            | 3 – 1                        | Vietnam                   | DY Patil Stadium, Navi Mumbai Toeschouwers: 0 Scheidsrechter: Oh Hyeon-jeong |
| 30 januari 2022 17.30 (UTC+5:30) | Wang Shuang 25' Wang Shanshan 52' Tang Jiali 53' | Verslag (FIFA) Verslag (AFC) | 11' Nguyễn Thị Tuyết Dung | DY Patil Stadium, Navi Mumbai Toeschouwers: 0 Scheidsrechter: Oh Hyeon-jeong |

|                                  |           |                              |               |                                                                                       |
| 30 januari 2022 13.30 (UTC+5:30) | Australië | 0 – 1                        | Zuid-Korea    | Shree Shiv Chhatrapati Sports Complex, Pune Toeschouwers: 0 Scheidsrechter: Qin Liang |
| 30 januari 2022 13.30 (UTC+5:30) |           | Verslag (FIFA) Verslag (AFC) | 87' Ji So-yun | Shree Shiv Chhatrapati Sports Complex, Pune Toeschouwers: 0 Scheidsrechter: Qin Liang |

|                                  |                                                                       |                              |          |                                                                             |
| 30 januari 2022 13.30 (UTC+5:30) | Japan                                                                 | 7 – 0                        | Thailand | DY Patil Stadium, Navi Mumbai Toeschouwers: 0 Scheidsrechter: Casey Reibelt |
| 30 januari 2022 13.30 (UTC+5:30) | Sugasawa 27', 65' (pen.), 80', 83' Miyazawa 45+2' Sumida 48' Ueki 75' | Verslag (FIFA) Verslag (AFC) |          | DY Patil Stadium, Navi Mumbai Toeschouwers: 0 Scheidsrechter: Casey Reibelt |

|                                  |                                                                             |                              |                                                   |                                                                                             |
| 30 januari 2022 19.30 (UTC+5:30) | Chinees Taipei                                                              | 1 – 1 (n.v.)                 | Filipijnen                                        | Shree Shiv Chhatrapati Sports Complex, Pune Toeschouwers: 0 Scheidsrechter: Thein Thein Aye |
| 30 januari 2022 19.30 (UTC+5:30) | Zhuo Li-ping 82'                                                            | Verslag (FIFA) Verslag (AFC) | 49' Quezada                                       | Shree Shiv Chhatrapati Sports Complex, Pune Toeschouwers: 0 Scheidsrechter: Thein Thein Aye |
| 30 januari 2022 19.30 (UTC+5:30) | Strafschoppen                                                               |                              |                                                   | Shree Shiv Chhatrapati Sports Complex, Pune Toeschouwers: 0 Scheidsrechter: Thein Thein Aye |
| 30 januari 2022 19.30 (UTC+5:30) | Ting Chi Wang Hsiang-huei Chen Ying-hui Hsu Yi-yun Su Hsin-yun Zhuo Li-ping | 3 – 4                        | S. Castañeda Annis Miclat Long O. McDaniel Bolden | Shree Shiv Chhatrapati Sports Complex, Pune Toeschouwers: 0 Scheidsrechter: Thein Thein Aye |

### Halve finales
|                                  |                                                      |                              |                                        |                                                                                      |
| 3 februari 2022 19.30 (UTC+5:30) | China                                                | 2 – 2 (n.v.)                 | Japan                                  | Shree Shiv Chhatrapati Sports Complex, Pune Toeschouwers: 0 Scheidsrechter: Lara Lee |
| 3 februari 2022 19.30 (UTC+5:30) | Wu Chengshu 46' Wang Shanshan 119'                   | Verslag (FIFA) Verslag (AFC) | 26', 103' Ueki                         | Shree Shiv Chhatrapati Sports Complex, Pune Toeschouwers: 0 Scheidsrechter: Lara Lee |
| 3 februari 2022 19.30 (UTC+5:30) | Strafschoppen                                        |                              |                                        | Shree Shiv Chhatrapati Sports Complex, Pune Toeschouwers: 0 Scheidsrechter: Lara Lee |
| 3 februari 2022 19.30 (UTC+5:30) | Zhang Xin Zhang Rui Yang Lina Gao Chen Wang Shanshan | 4 – 3                        | Kumagai Hasegawa Shimizu Nagano Minami | Shree Shiv Chhatrapati Sports Complex, Pune Toeschouwers: 0 Scheidsrechter: Lara Lee |

|                                  |                                 |                              |            |                                                                               |
| 3 februari 2022 13.30 (UTC+5:30) | Zuid-Korea                      | 2 – 0                        | Filipijnen | DY Patil Stadium, Navi Mumbai Toeschouwers: 0 Scheidsrechter: Pansa Chaisanit |
| 3 februari 2022 13.30 (UTC+5:30) | Cho So-hyun 4' Son Hwa-yeon 34' | Verslag (FIFA) Verslag (AFC) |            | DY Patil Stadium, Navi Mumbai Toeschouwers: 0 Scheidsrechter: Pansa Chaisanit |

### Finale
|                                  |                                                        |                              |                                       |                                                                             |
| 6 februari 2022 16.30 (UTC+5:30) | China                                                  | 3 – 2                        | Zuid-Korea                            | DY Patil Stadium, Navi Mumbai Toeschouwers: 0 Scheidsrechter: Casey Reibelt |
| 6 februari 2022 16.30 (UTC+5:30) | Tang Jiali 68' (pen.) Zhang Linyan 72' Xiao Yuyi 90+3' | Verslag (FIFA) Verslag (AFC) | 27' Choe Yu-ri 45+3' (pen.) Ji So-yun | DY Patil Stadium, Navi Mumbai Toeschouwers: 0 Scheidsrechter: Casey Reibelt |

## Play-offs
De opzet van de play-offs was afhankelijk van de resultaten van Australië, dat als gastland van het wereldkampioenschap voetbal vrouwen 2023 zijnde verzekerd was van deelname. Door de uitschakeling van Australië in de kwartfinales, speelden de drie overige uitgeschakelde landen uit de kwartfinales één enkele wedstrijd tegen elkaar in de play-offs. Het land dat als beste had gepresteerd in de play-offs kwalificeerde zich direct voor het wereldkampioenschap. De andere twee landen plaatsten zich voor de intercontinentale play-offs.
| Pos | Team           | Wed | W | G | V | Ptn | DV | DT | +/− | Kwalificatie                                                     |
| --- | -------------- | --- | - | - | - | --- | -- | -- | --- | ---------------------------------------------------------------- |
| 1   | Vietnam        | 2   | 2 | 0 | 0 | 6   | 4  | 1  | +3  | Gekwalificeerd voor het wereldkampioenschap voetbal vrouwen 2023 |
| 2   | Chinees Taipei | 2   | 1 | 0 | 1 | 3   | 4  | 2  | +2  | Deelname aan de intercontinentale play-offs                      |
| 3   | Thailand       | 2   | 0 | 0 | 2 | 0   | 0  | 5  | −5  | Deelname aan de intercontinentale play-offs                      |

|                                  |                   |                              |                                 |                                                                                |
| 2 februari 2022 13.30 (UTC+5:30) | Thailand          | 0 – 2                        | Vietnam                         | DY Patil Stadium, Navi Mumbai Toeschouwers: 0 Scheidsrechter: Edita Mirabidova |
| 2 februari 2022 13.30 (UTC+5:30) | Kanjanaporn 90+3' | Verslag (FIFA) Verslag (AFC) | 19' Huỳnh Như 24' Thái Thị Thảo | DY Patil Stadium, Navi Mumbai Toeschouwers: 0 Scheidsrechter: Edita Mirabidova |

|                                  |                                          |                              |          |                                                                            |
| 4 februari 2022 13.30 (UTC+5:30) | Chinees Taipei                           | 3 – 0                        | Thailand | DY Patil Stadium, Navi Mumbai Toeschouwers: 0 Scheidsrechter: Kim Yu-jeong |
| 4 februari 2022 13.30 (UTC+5:30) | Su Yu-hsuan 44', 84' Chen Ying-hui 90+3' | Verslag (FIFA) Verslag (AFC) |          | DY Patil Stadium, Navi Mumbai Toeschouwers: 0 Scheidsrechter: Kim Yu-jeong |

|                                  |                                             |                              |                 |                                                                                 |
| 6 februari 2022 13.00 (UTC+5:30) | Vietnam                                     | 2 – 1                        | Chinees Taipei  | DY Patil Stadium, Navi Mumbai Toeschouwers: 0 Scheidsrechter: Yoshimi Yamashita |
| 6 februari 2022 13.00 (UTC+5:30) | Chương Thị Kiều 7' Nguyễn Thị Bích Thùy 56' | Verslag (FIFA) Verslag (AFC) | 50' Su Yu-hsuan | DY Patil Stadium, Navi Mumbai Toeschouwers: 0 Scheidsrechter: Yoshimi Yamashita |

## Kwalificatie Wereldkampioenschap voetbal vrouwen
| Land       | Datum kwalificatie | Vorige deelnames                                   |
| ---------- | ------------------ | -------------------------------------------------- |
| Australië  | 25 juli 2020       | 7 (1995, 1999, 2003, 2007, 2011, 2015, 2019)       |
| Japan      | 30 januari 2022    | 8 (1991, 1995, 1999, 2003, 2007, 2011, 2015, 2019) |
| Zuid-Korea | 30 januari 2022    | 3 (2003, 2015, 2019)                               |
| China      | 30 januari 2022    | 7 (1991, 1995, 1999, 2003, 2007, 2015, 2019)       |
| Filipijnen | 30 januari 2022    | 0 (debuut)                                         |
| Vietnam    | 6 februari 2022    | 0 (debuut)                                         |

## Statistieken

### Doelpuntenmakers
7 doelpunten
- Sam Kerr

5 doelpunten
- Emily van Egmond
- Wang Shanshan
- Wang Shuang
- Riko Ueki
- Ji So-yun

4 doelpunten
- Tang Jiali
- Yuika Sugasawa

3 doelpunten
- Lai Li-chin
- Su Yu-hsuan
- Yui Narumiya
- Kanyanat Chetthabutr

2 doelpunten
- Ellie Carpenter
- Mary Fowler
- Hayley Raso
- Kyah Simon
- Xiao Yuyi
- Tahnai Annis
- Yui Hasegawa
- Huỳnh Như
- Nguyễn Thị Tuyết Dung

1 doelpunt
- Caitlin Foord
- Aivi Luik
- Tameka Yallop
- Wu Chengshu
- Zhang Linyan
- Zhang Xin
- Chen Yen-ping
- Chen Ying-hui
- Wang Hsiang-huei
- Zhuo Li-ping
- Sarina Bolden
- Malea Cesar
- Katrina Guillou
- Chandler McDaniel
- Jessica Miclat
- Quinley Quezada
- Saki Kumagai
- Hinata Miyazawa
- Hikaru Naomoto
- Rin Sumida
- Khin Marlar Tun
- Win Theingi Tun
- Irravadee Makris
- Nipawan Panyosuk
- Chương Thị Kiều
- Nguyễn Thị Bích Thùy
- Thái Thị Thảo
- Cho So-hyun
- Choe Yu-ri
- Lee Geum-min
- Seo Ji-youn
- Son Hwa-yeon

Eigen doelpunt
- Dominique Randle (tegen Australië)
- Trần Thị Phương Thảo (tegen Zuid-Korea)

### Toernooiranglijst
| Pos | Team           | Wed | W | G | V | Ptn | DV | DT | +/− | Eindresultaat                    |
| --- | -------------- | --- | - | - | - | --- | -- | -- | --- | -------------------------------- |
| 1   | China (K, Q)   | 5   | 4 | 1 | 0 | 13  | 19 | 5  | +14 | Kampioen                         |
| 2   | Zuid-Korea (Q) | 6   | 4 | 1 | 1 | 13  | 11 | 4  | +7  | Tweede plaats                    |
| 3   | Japan (Q)      | 5   | 3 | 2 | 0 | 11  | 18 | 3  | +15 | Halve finalisten                 |
| 4   | Filipijnen (Q) | 5   | 2 | 1 | 2 | 7   | 8  | 7  | +1  | Halve finalisten                 |
|     |                |     |   |   |   |     |    |    |     |                                  |
| 5   | Australië (Q)  | 4   | 3 | 0 | 1 | 9   | 24 | 2  | +22 | Uitgeschakeld in de kwartfinales |
| 6   | Vietnam (Q)    | 6   | 2 | 1 | 3 | 7   | 7  | 12 | −5  | Uitgeschakeld in de kwartfinales |
| 7   | Chinees Taipei | 5   | 2 | 1 | 2 | 7   | 10 | 7  | +3  | Uitgeschakeld in de kwartfinales |
| 8   | Thailand       | 6   | 1 | 0 | 5 | 3   | 5  | 15 | −10 | Uitgeschakeld in de kwartfinales |
|     |                |     |   |   |   |     |    |    |     |                                  |
| 9   | Myanmar        | 3   | 0 | 1 | 2 | 1   | 2  | 9  | −7  | Uitgeschakeld in de groepsfase   |
| 10  | Iran           | 2   | 0 | 0 | 2 | 0   | 0  | 12 | −12 | Uitgeschakeld in de groepsfase   |
| 11  | Indonesië      | 3   | 0 | 0 | 3 | 0   | 0  | 28 | −28 | Uitgeschakeld in de groepsfase   |
| 12  | India (G)      | 0   | 0 | 0 | 0 | 0   | 0  | 0  | 0   | Teruggetrokken                   |